# Kabupaten de Kerinci
Pour les articles homonymes, voir Kerinci.

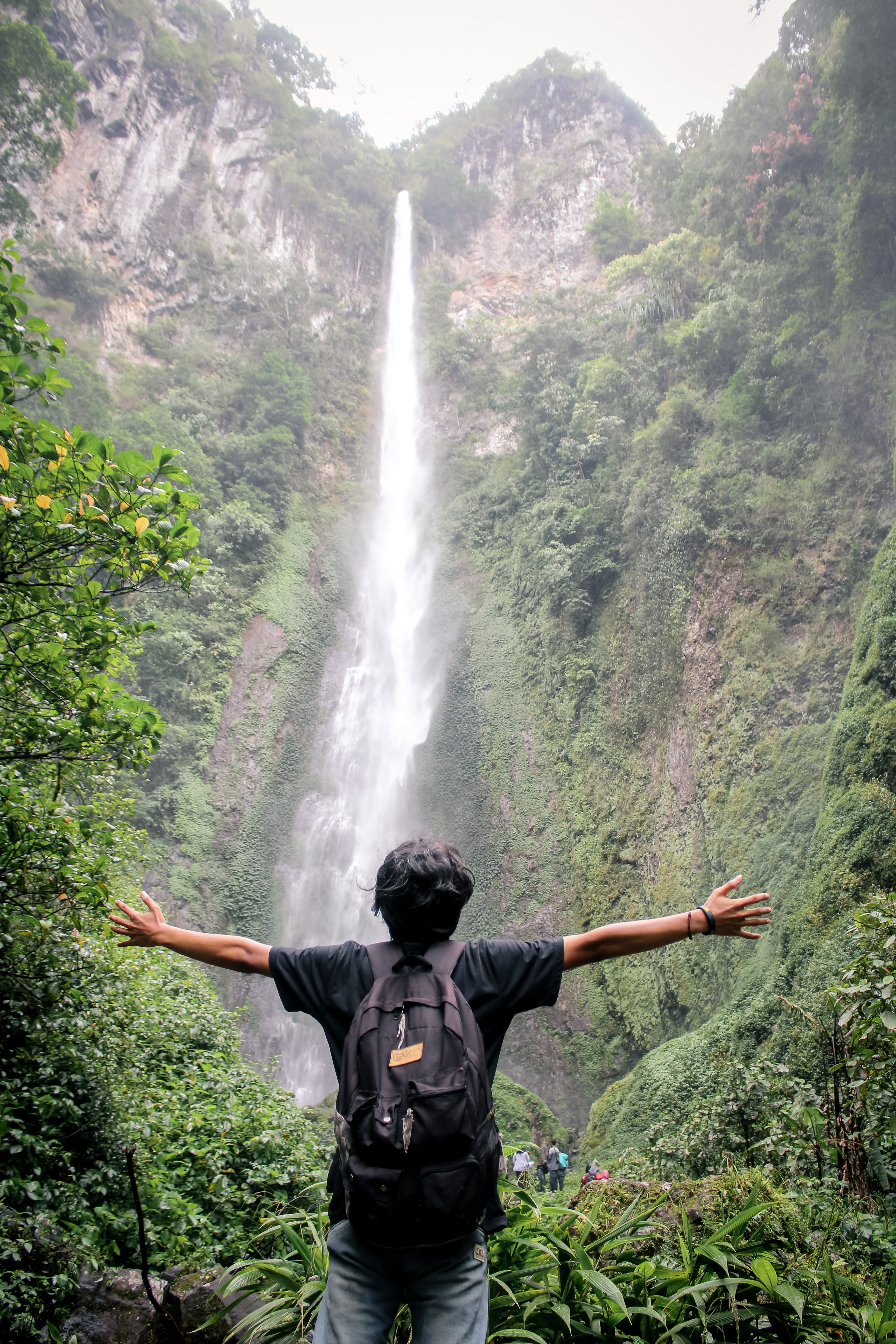
La chute d'eau de Pancuran Rayo

Le kabupaten de Kerinci, en indonésien Kabupaten Kerinci, est un kabupaten de la province de Jambi. Son chef-lieu est Sungai Penuh.

## Géographie
Le kabupaten est bordé :
- À l'ouest et au nord, par la province de Sumatra occidental,
- Au sud, par celle de Bengkulu.

## Histoire
On a retrouvé dans la région des objets de bronze datant de 3 000 ans avant le présent.
Le manuscrit de Tanjung Tanah, daté du XIVe siècle apr. J.-C., donne une description du droit du royaume des Kerinci, vassal de celui de Dharmasraya dans l'actuelle province de Sumatra occidental.